# 어우양징
어우양징(중국어 간체자: 欧阳靖, 정체자: 歐陽靖, 병음: Ōuyáng Jìng, 1982년 6월 4일 ~ )은 미국의 래퍼이자 배우이다. MC 진(MC Jin)이라는 예명으로 알려져 있는 그는 하카계 중국인이며, 메이저 레코드사와 계약한 최초의 아시아계 미국인이다.

## 생애
미국 마이애미에서 태어났다. 그는 어렸을 때 투팍, 우 탱 클랜, LL Cool J, 빅 엘 등의 많은 랩퍼들로부터 영향을 받았고, 클럽에서부터 그는 힙합을 시작했다.그러던 중 2001년 뉴욕에서 열리는 프리스타일 랩배틀 대회에 참가하여 우승을 했고, MTV, BET 등에서 주최하는 랩배틀에서도 우승했다.
그는 몇 년 후에 힙합 레이블 러프 라이더 레코드로부터 픽업받는다. 아시아 최초로 미국 레이블로부터 픽업받는 최초의 사례이다. 픽업된 그는 첫 싱글 'Learn Chinese'를 발매한다. 2003년 영화 '분노의 질주'에서 'Jimmy'로 출연한다.
2004년 그는 첫 앨범인 'The Rest Is History'라는 첫 정규 앨범을 발매한다. 첫 주에만 10만 장이 팔렸고, 미국 전체에서 25만 장이 팔렸다. 게스트로는 카니예 웨스트, 스위즈 비츠 등이 참여하고, 빌보드 200에서 54위를 거둔다.
2005년 러프 라이더 레코드로부터 탈퇴한 그는 여러 프리스타일 랩배틀에서 우승한다. 그는 새 레이블인 '드래프트 레코즈/크래프티 플러그즈'(Draft Records/Crafty Plugz)에 소속되고, 두 번째 앨범인 'The Emcee's Properganda'를 발매한다. 2006년에는 'I Promise'를 발매한다. 2007년 버지니아 공대 총기 난사 사건을 추모하기 위해, 'Rain, Rain Go Away'을 녹음한다. 2008년에는 '유니버설 뮤직 그룹 홍콩'에 픽업된다.